# Henri Baumler
Henri Baumler foi um ciclista francês que participava em competições de ciclismo de pista. Representou França nos Jogos Olímpicos de Verão de 1908, competindo na corrida de 20 quilômetros.